# Argirodita

A argirodita é um mineral da classe dos sulfetos, de fórmula empírica GeS2·4Ag2S. Seu nome significa "que contém prata". 

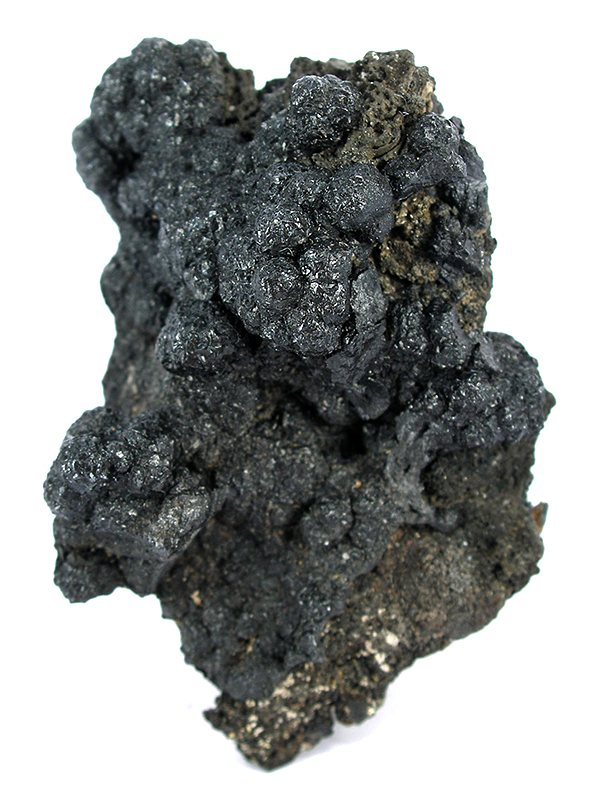
Argirodita

## Descrição mineralógica
Estrutura Cristalina: Ortorrômbica-piramidal, cuja célula unitária possui dimensões a = 15.149, b = 7.476, c = 10.589.
Seu Índice de Miller é ( 0 1 0) ( 1 1 1) ( 1 0 0) ( 0 0 1).

## Propriedades físicas[2]
| Clivagem:      | Não existe plano de clivagem |
| Cor:           | Preto, cinza                 |
| Densidade:     | 6,1 - 6,3, Médio = 6,19      |
| Transparência: | Opaco                        |
| Fratura:       | Quebradiço, conchoidal       |
| Hábito:        | Granular                     |
| Dureza:        | 2,5                          |
| Brilho:        | Metálico                     |